# Paraíso (São Paulo)
Paraíso es un municipio brasileño del estado de São Paulo. La ciudad tiene una población de 49.898 habitantes (IBGE/2010) y área de 155,8 km². Paraíso pertenece a la Microrregión de Catanduva.

## Geografía
Se localiza a una latitud 21º00'59" sur y a una longitud 48º46'25" oeste, estando a una altitud de 598 metros.

### Demografía
Datos del Censo - 2010
Población total: 49.898
- Urbana: 37.676
- Rural: 9.878
- Hombres: 22.012[5]
- Mujeres: 27.899

Densidad demográfica (hab./km²): 37,85
Mortalidad infantil hasta 1 año (por mil): 7,92
Expectativa de vida (años): 76,18
Tasa de fertilidad (hijos por mujer): 2,49
Tasa de alfabetización: 87,34%
Índice de Desarrollo Humano (IDH-M): 0,793
- IDH-M Salario: 0,691
- IDH-M Longevidad: 0,853
- IDH-M Educación: 0,834

(Fuente: IPEADATA)

### Hidrografía
- Río de la Onça